# Saw VI
Saw VI é um filme estadunidense de 2009 dirigido por Kevin Greutert, com roteiro de Patrick Melton e Marcus Dunstan. Sexto filme da série Jogos Mortais, começou a ser gravado em 30 de março de 2009 e foi lançado em 23 de outubro do mesmo ano.

## Sinopse
Hoffman (Costas Mandylor), é o sucessor de Jigsaw (Tobin Bell). Ele consegue incriminar o agente Strahm (Scott Patterson), desviando momentaneamente a atenção da polícia.
Mas Hoffman é novamente descoberto quando inicia um novo jogo, desta vez com William Easton (Peter Outerbridge), um empresário corrupto de planos de saúde que deixa seus clientes morrerem para a empresa lucrar mais, sem gastos médicos com os tratamentos.
Paralelamente a tudo isso, os segredos pendentes de Amanda Young (Shawnee Smith) também são revelados em flashbacks inéditos.

## Elenco
| Ator              | Papel                 |
| ----------------- | --------------------- |
| Tobin Bell        | John Kramer/Jigsaw    |
| Shawnee Smith     | Amanda Young          |
| Costas Mandylor   | Detetive Mark Hoffman |
| Betsy Russell     | Jill Tuck             |
| Athena Karkanis   | Agente Perez          |
| Peter Outerbridge | William Easton        |
| Samantha Lemole   | Pamela Jenkins        |
| Larissa Gomes     | Emily                 |
| Tanedra Howard    | Simone                |
| Mark Rolston      | Dan Erickson          |
| Shawn Ahmed       | Allen                 |
| Devon Bostick     | Brent                 |
| Caroline Cave     | Debbie                |
| Karen Cliche      | Shelby                |
| Elle Downs        | Aaron                 |
| James Gilbert     | Elis                  |
| Shauna MacDonald  | Tara                  |
| Jon Mack          | Jane                  |
| Melanie Scrofano  | Gena                  |
| James Van Patten  | Dr. Heffner           |
| George Newbern    | Harold                |
| Janelle Hutchison | Addy                  |
| Shawn Mathieson   | Josh                  |
| Darius McCrary    | Dave                  |
| Marty Moreau      | Eddie                 |

## Trilha sonora
6 Chances
1. "In Ashes They Shall Reap"
2. "The Last Goodbye"
3. "Reckless Abandon"
4. "Your Soul Is Mine" (Mushroomhead)
5. "Warpath"
6. "Code Of The Road"

6 Lições
1. "Genocide" (Saw VI Remix)
2. "Ghost In the Mirror" (Memphis May Fire)
3. "The Countdown Begins"
4. "Still I Rise" (Saw VI Remix)
5. "Dead Again"
6. "Dark Horse"

6 Escolhas
1. "Cut Throat"
2. "Never Known"
3. "Roman Holiday"
4. "The Sinatra"
5. "Lethal Injection"
6. "More Than A Sin"

### Bônus
1. "We Own the Night"
2. "Watch Us Burn"
3. "Forgive & Forget" (Miss May I)